# 仁里敬爱堂
仁里敬爱堂又名仁里下祠堂，为程姓祠堂，位于安徽绩溪县瀛洲镇仁里村。宋咸淳年间，程姓自歙县槐塘迁居绩溪仁里。敬爱堂建于清代，座西北朝向东南，分为前、中、后三进，分别是门楼、享堂、寝楼，面阔均为五间，后两进均进深三间。祠堂占地面积687平方米，雕刻颇为精美。
2011年6月21日仁里下祠堂公布为第六批绩溪县文物保护单位。2016年公布为第二批宣城市文物保护单位。2019年3月28日，仁里敬爱堂公布为第八批安徽省文物保护单位。